# 126888 Tspitzer
126888 Tspitzer este o planetă minoră (asteroid) din centura de asteroizi. A fost descoperită pe 5 martie 2002 la Catalina Station⁠(d) de Catalina Sky Survey. 
Obiectul prezintă o orbită caracterizată de o semiaxă mare de 2,5408504927115 UAi, o excentricitate de 0,12, o înclinație de 8 ° în raport cu ecliptica.